# Henri Lang
Henri Lang (geboren am 13. Juni 1895 in Rambervillers; gestorben am 21. Mai 1942 in Auschwitz) war ein französischer Ingenieur und einer der Direktoren der Staatsbahn SNCF. Als Häftling im Konzentrationslager Auschwitz starb er dort unter nicht dokumentierten Umständen.

## Familiengeschichte, Kindheit und Jugend
Langs Familiengeschichte lässt sich bis auf das Jahr 1777 zurückverfolgen, als die Geburt Jost Langs als Sohn von Baruch Lang im elsässischen Traenheim dokumentiert wurde. Henri Langs Großvater Salomon Lang kam 1819 im nahen Scharrachbergheim zur Welt. Jener verließ das Elsass und ließ sich um 1850 in Rambervillers nieder. Sein Vater Jacques Émile wurde dort 1865 geboren.
Jacques Émile Lang heiratete die 1871 geborene Julie Veil. Deren Eltern Joseph und Célestine geb. Aaron blieben nach der Angliederung Lothringens an das Deutsche Reich 1871 in Phalsbourg, entschieden sich aber für die französische Staatsbürgerschaft.
Aus der Ehe Jacques Émiles mit Julie ging als einziger Sohn Henri Lang hervor, der als zweiten Vornamen den seines Großvaters Salomon erhielt. Anfang 1902 starb Julie Lang im Alter von 30 Jahren an Tuberkulose. Henris Großmutter Célestine zog zu ihrem Schwiegersohn, um sich um den sechsjährigen Henri zu kümmern, verstarb aber bereits im folgenden Jahr. Bald darauf heiratete sein Vater die Pariserin Emma Klotz und ließ sich mit ihr und dem Kind im Pariser 3. Arrondissement in der Rue de Turenne nieder. Aus dieser Ehe gingen die Kinder René und Madeleine hervor, elf und zehn Jahre jünger als ihr Halbbruder Henri. Der Vater gründete ein Unternehmen zur Herstellung von Puppen und Stofftieren.
Nach zunehmenden Spannungen zwischen Henri und seiner Stiefmutter schickte der Vater jenen nach Nancy zu dessen Onkel Amadée Veil, einem als streng geltenden Oberstleutnant der französischen Armee. Henri entwickelte eine enge Freundschaft zu Pierre Veil, einem Sohn seiner Tante Lucie, der Zwillingsschwester seiner verstorbenen Mutter. Mit 15 Jahren kehrte Henri nach Paris zurück, wo ihn sein Vater im renommierten Lycée Lakanal im Vorort Sceaux als Internatsschüler anmeldete. Die Wochenenden verbrachte er bei der Familie, wo sich das Verhältnis zu Emma positiv veränderte.

## Ausbildung und Militärzeit
Seine ganze Schulzeit hindurch spielte Henri Lang leidenschaftlich Klavier. Statt des anschließenden Besuchs eines Konservatoriums folgte er aber dem Rat seines Vaters. Nach dem Abitur wechselte er zunächst in die Vorbereitungsklasse des Lycée Charlemagne im 4. Arrondissement und im Jahr darauf, am 8. Oktober 1913, an die Elitehochschule École polytechnique. Neben den Hauptfächern Mechanik, Analyse, Physik, Chemie und Zeichnen wurde dort, als einzige lebende Fremdsprache, auch Deutsch gelehrt.
Der Ausbruch des Ersten Weltkriegs unterbrach sein Studium nach dem ersten Jahr. Am 2. August 1914 wurde er zum Militär eingezogen und der Artillerie zugeteilt. Nach einer zwölftägigen Ausbildung wurde er zum Unterleutnant befördert und am 29. Oktober zum 57. Artillerieregiment an die Front geschickt. Im Juli 1915 wurde er Kommandant einer Batterie des 46. Artillerieregiments, am 1. Februar 1916 dann Adjutant im 2. Armeekorps, mit dem er in Verdun, an der Somme und am Chemin des Dames kämpfte. Im August jenes Jahres erfolgte seine Beförderung zum Lieutenant. Am 7. Juni 1917 wurde er wegen allgemeiner Erschöpfung, Tachykardie und Anämie in ein Lazarett eingewiesen. Die dortige Begegnung mit einem katholischen Feldgeistlichen sollte den jungen Mann religiös prägen.
Am 12. September 1917 kehrte Lang als Kommandant einer Batterie von 105-mm-Kanonen an die Front zurück. Jene war am Zurückdrängen des Feindes maßgeblich beteiligt. Nach dem Waffenstillstand vom 11. November 1918 gehörte er am 22. November zu den in Straßburg einrückenden Truppen. Am 5. Februar 1919 wurde er aus der Armee entlassen.
Ab März 1919 konnte er, nach viereinhalbjähriger Unterbrechung, sein Studium an der École polytechnique fortsetzen. Als ehemaliger Kriegsteilnehmer war er von der dortigen Internatspflicht befreit und konnte bei seinen Eltern wohnen. Nach sechsmonatiger intensiver Arbeit schloss er die Ausbildung als Siebtbester seines Jahrgangs ab. Im Anschluss immatrikulierte er sich an der renommierten technischen Hochschule École nationale des ponts et chaussées, wo er beim Zulassungswettbewerb Zweiter geworden war. Einer seiner dortigen Kommilitonen war der spätere Generaldirektor der SNCF, Robert Le Besnerais.

## Zwischenkriegszeit
Henri Lang verließ die Hochschule mit dem Grad eines Ingenieurs 3. Klasse und trat eine Stelle beim Service navigation de la Seine an. In dieser Funktion überwachte er den Schiffsverkehr im Zentrum von Paris. 1923 wurde er zum Ingenieur 2. Klasse und 1924 zum Ingenieur 1. Klasse befördert. Im August 1929 erhielt er den Verdienstorden Ehrenlegion.
Im April 1921 heiratete er die 1897 in Paris geborene Jacqueline Hirsch. Die literaturbegeisterte Tochter eines Ingenieurs hatte sich vom Judentum abgewandt und zeigte sich an Religionen nicht interessiert. Auf Drängen von Henris Vater hin, der seinen Sohn traditionell religiös erzogen hatte, suchte das Paar dennoch den Segen eines Rabbiners. Henri selbst fühlte sich mehr und mehr zum Katholizismus hingezogen, ließ, um seinen Vater nicht zu enttäuschen, seinen 1924 geborenen ersten Sohn Philippe aber noch beschneiden. In der Folge erhielten seine Kinder aber keinerlei religiöse Erziehung, auch wurden in der Familie keine religiösen Feste beachtet. 1925 kam die Tochter Catherine zur Welt, die erstmals während ihrer Schulzeit in Straßburg, wo Religion Unterrichtsfach war, mit Glaubensfragen konfrontiert wurde. 1939 wurden Catherine und 1942 die dritte Tochter Geneviève (geb. 1932) katholisch getauft. 1929 wurde die zweite Tochter Élisabeth geboren. Ende 1930 starb im Alter von sechs Jahren Langs Sohn Philippe an den Folgen einer Ohrenentzündung, im März 1933 die vierjährige Élisabeth an einer Grippe.

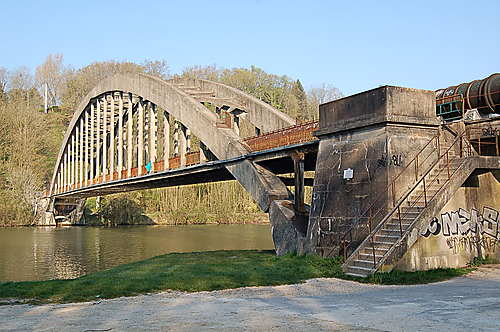
Von Lang entworfene Kanalbrücke bei Champagne-sur-Seine

Das Ehepaar Lang zog in die Avenue de Tokyo im Pariser 16. Arrondissement. Im Juni 1922 wurde Henri mit dem Entwurf einer Brücke in Stahlbetonbauweise über die Seine bei Champagne-sur-Seine beauftragt. Diese Brücke ist Teil des Aqueduc de la Voulzie, eines 55 km langen Kanals, der knapp ein Viertel des Pariser Trinkwassers liefert. 1923 wurde er mit der technischen Planung für den Wiederaufbau der Pariser Seinebrücke Pont de la Tournelle beauftragt. Auf seinen Wunsch hin ist die auf dem südlichen Widerlager errichtete Statue der Genoveva, nach langwierigen Auseinandersetzungen mit deren Schöpfer, nach Osten hin ausgerichtet. Im Dezember jenes Jahres verfasste er eine Studie zum Ausbau der Wasserwege, im November 1926 bat die Firma Renault Lang um ein Gutachten im Zusammenhang mit Arbeiten bezüglich der Schifffahrt auf der Seine.
Die École nationale des ponts et chaussées gab ihm 1926 einen Lehrauftrag, für sie verfasste er eine Ausgabe ihrer Annalen mit dem Schwerpunkt „Durchflussmenge der Seine in Paris“. In jenen Jahren konstruierte er die Ostspitze der Île de la Cité, der er die Form eines Schiffsbugs gab. Sie trägt heute die Gedenkstätte Mémorial de la Déportation. Im Juni 1927 wurde Lang zum Referenten bei der obersten Regulierungsbehörde der Eisenbahnen und darauf zum persönlichen Referenten für technische Fragen beim Minister für öffentliche Arbeiten berufen. 1929 wurde er mit der Verbreiterung der Straßenbrücke Pont de la Concorde von 14 auf 35 m beauftragt, die er unter Wahrung des historischen Aussehens durchführte. 1930 verfasste Lang für die Annalen einen Beitrag zum Thema Brückengewölbe, von 1931 bis 1933 baute er das Seine-Sperrwerk und die Schleuse Suresnes.

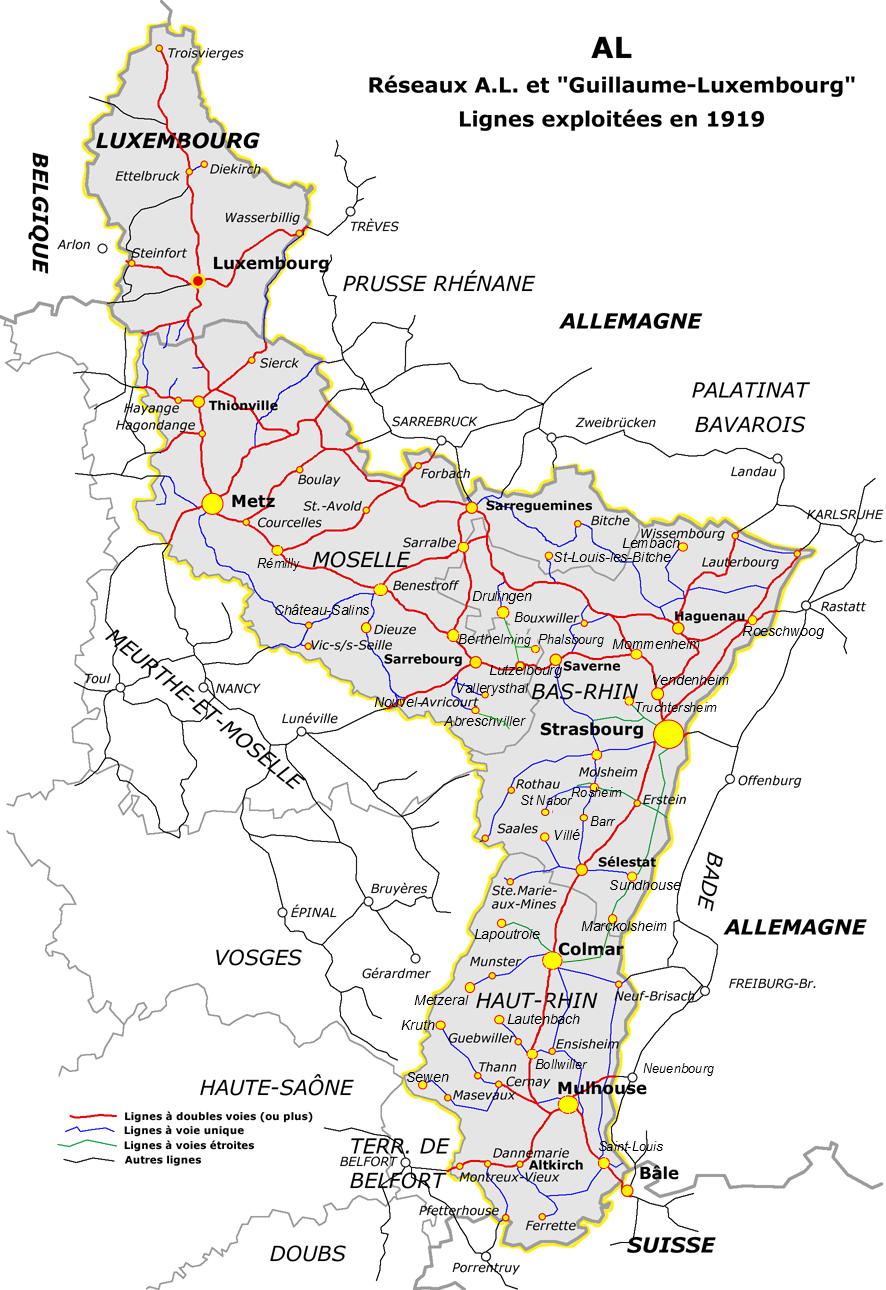
Streckennetz der Administration des chemins de fer d’Alsace et de Lorraine (AL)

Die Eisenbahnverwaltung Administration des chemins de fer d’Alsace et de Lorraine (AL) suchte in jener Zeit dringend leitendes Personal. Nach der Rückgabe Elsaß-Lothringens an Frankreich hatten zahlreiche hochqualifizierte Angestellte das Gebiet in Richtung des Deutschen Reichs verlassen. Die AL verpflichtete Lang, der indes Angestellter des Ministeriums blieb, als Chefingenieur beim Bau des strategisch bedeutsamen Eisenbahntunnels von Sainte-Marie-aux-Mines. Im Herbst 1931 zog Lang nach Straßburg und pendelte fortan wöchentlich zwischen dem Elsass und Paris, zumal ihn die École nationale des ponts et chaussées im November 1932 einstimmig als beigeordneten und 1935 zum ordentlichen Professor berufen hatte. 1932 holte er seine Familie nach Straßburg nach. Als Zweitem Chefingenieur der Abteilung Strecke und Bauwerke der AL oblag ihm die Erneuerung der Eisenbahn-Infrastruktur, wozu u. a. die Anpassung des Netzes an französische Standards und der Umbau des Bahnhofs Mülhausen gehörten. Sein Tätigkeitsfeld reichte bis in das Großherzogtum Luxemburg, dessen regelspurige Eisenbahnen zum Teil zur AL gehörten. Im August 1937 weihte Staatspräsident Albert Lebrun den von Lang vollendeten Tunnel von Sainte-Marie-aux-Mines ein, der mit 6950 m der längste französische Eisenbahntunnel war.
Um die familiären Dramen zu bewältigen, reiste der begeisterte Skiläufer Lang mit seiner Familie von Straßburg aus in die Hohe Tatra, nach Norwegen, Chamonix, Korsika, in die Schweiz und in die Pyrenäen. Er erweiterte seine Bibliothek und machte als passionierter Pianist mit Freunden Kammermusik. Die letzte Urlaubsfahrt des Ehepaars führte 1937 nach Polen, das Henri Lang erst als Deportierter in Auschwitz wieder betreten sollte.
Im August 1937 wurde Lang Chefingenieur der Abteilung Strecke und Bauwerke der AL und bezog mit seiner Familie eine große Wohnung im Empfangsgebäude des Bahnhofs Straßburg. Ende jenes Jahres wurde er jedoch, im Zuge des Aufgehens des AL in der neugegründeten Staatsbahn SNCF, nach Marseille versetzt. Er wurde Direktor der Unterdirektion Marseille der Region Süd-Ost, die dem Netz der vormaligen Compagnie des chemins de fer de Paris à Lyon et à la Méditerranée (PLM) entsprach und sich von Paris längs des Rhonetals bis zum Mittelmeer erstreckte. Im Januar 1938 zogen die Langs an den Cours Pierre Puget nach Marseille um. Eine seiner ersten Aufgaben war die Verbesserung der Bahnstrecke Marseille–Nizza. Angesichts der drohenden Auseinandersetzung mit dem nationalsozialistischen Deutschland und der sich abzeichnenden Mobilmachung wurde die Unterdirektion Marseille aber aufgelöst und Lang im Juni 1939 als Zweiter Direktor der Abteilung Strecke und Bauwerke der Region Süd-Ost nach Paris geholt.

## Zweiter Weltkrieg und deutsche Besetzung
In seinem Büro in der Rue Traversière begann er mit den Vorarbeiten für die geplante Elektrifizierung des Abschnitts Paris–Lyon der Bahnstrecke Paris–Marseille. Im August 1939 wurde eine Wohnung am Quai d’Orsay angemietet, nach Beginn des Zweiten Weltkriegs brachte Lang seine Familie vorsichtshalber aber außerhalb in Évry-Petit-Bourg unter. Das Projekt der Elektrifizierung der Bahn nach Lyon wurde mit Kriegsbeginn aufgegeben. Bis Mai 1940 konzentrierte sich Lang auf die Beweglichkeit der französischen Truppen. Zu diesem Zweck ließ er innerhalb von sechs Monaten eine Gleisverbindung zwischen dem Süd-Ost-Netz und der Bahnstrecke Valenton–Juvisy anlegen.
Am 5. Juni 1940 schickte Lang seine Familie in einem überfüllten Flüchtlingszug nach Marseille, blieb selbst aber in Paris. Erst in der Nacht des 12. Juni – die Wehrmacht stand bereits vor den Toren – verließ er mit strategisch bedeutsamen Dokumenten die Stadt in Richtung Clermont-Ferrand. Nach dem Waffenstillstand nahm die SNCF das Projekt der Elektrifizierung der Strecke Paris–Lyon (zunächst bis Dijon) wieder auf, an dem Lang anfangs von Clermont-Ferrand aus arbeitete. Im August 1940 kehrte die Familie  schließlich in die Pariser Wohnung im Haus Quai d’Orsay 11 zurück.
Auf einem Treffen am 26. Oktober 1940 legte Lang seine Studie zur Elektrifizierung der Strecke Paris–Lyon vor, die als Rapport rose bezeichnet wird. Sie wurde von den anwesenden Direktoren und Ingenieuren positiv aufgenommen, ihre Vorhersagen erwiesen sich später als zutreffend. Als öffentliches Unternehmen war die SNCF nach dem 3. Oktober 1940 jedoch verpflichtet, sich von jüdischem Personal zu trennen. Lang wurde zunächst innerhalb des Unternehmens nur zurückgestuft, verlor allerdings seinen Lehrstuhl an der École des Ponts et Chaussés. Wie viele leitende Angestellte der SNCF wurde er fortan von einem deutschen Aufpasser überwacht, der seinen Platz in Langs Büro hatte. Da ihm der Ausweis entzogen wurde, konnte er den südlich der Demarkationslinie liegenden Bereich seines Tätigkeitsfelds nicht mehr erreichen. Die nächtliche Ausgangssperre ab 20 Uhr für Juden betraf auch die Familie Lang, die sich dem Verbot, ein Radio zu besitzen, hingegen nicht beugte und weiterhin Nachrichtensendungen aus London hörte.
Bei mehreren Treffen mit hohen Verantwortlichen der SNCF, die wegen der Ausgangssperre für Juden zum Teil in Langs Wohnung stattfanden, wurden Einzelheiten für die Elektrifizierung der Strecke Paris–Lyon erörtert und festgelegt. Die ersten Razzien gegen Juden im Jahr 1941 bewogen ihn, sich der Résistance anzuschließen. Lang überbrachte Nachrichten und unterstützte die Anfertigung gefälschter Papiere. Er übersetzte Texte von Hegel, Einstein und Fichte ins Französische, die er nach London bringen ließ. Von dort über den Rundfunk nach Frankreich übertragen, sollten sie den Widerstandsgeist seiner Landsleute stärken. Besonders angetan hatte es ihm die Aussage Fichtes, der zufolge eine Nation unwürdig sei, die nicht alles in den Erhalt ihrer Ehre setze. Für sich und seine Angehörigen lehnte er eine Flucht nach Großbritannien ab.

## Deportation und Tod
Im Herbst 1940 wurden die in Paris lebenden Juden erfasst. Als französischer Staatsbürger in der fünften Generation war Lang damals nicht übermäßig beunruhigt. Eine zweite Erfassung im Oktober 1941 betraf nur die ehemaligen jüdischen Soldaten des Ersten Weltkriegs. Auch da hoffte Lang noch, die Vichy-Regierung werde ihre Zusagen einhalten und ihre Staatsangehörigen verteidigen. Nach der Ermordung eines deutschen Offiziers wurde für  Repressalmaßnahmen zwei Monate später auf diese zweite Liste zurückgegriffen.
Am 12. Dezember 1941 wurde Lang von Feldgendarmen in seiner Wohnung verhaftet. Mit 733 weiteren französischen Juden vor allem aus dem intellektuellen Milieu wurde er in das Konzentrationslager Royallieu geschafft, wo er drei Monate verbrachte. Zweimal unternahm die SNCF Schritte, um seine Freilassung zu erreichen. Unter dem Vorwand, mit jenem über technische Details sprechen zu müssen, konnte ihn schließlich sein Freund Jean Tuja, technischer Direktor der Region Süd-Ost, am 10. März 1942 kurz besuchen. Tuja berichtete, er habe Lang zwar von der Haft gezeichnet, aber bei Gesundheit und voller Hoffnung, bald seine Tätigkeit wiederaufnehmen zu können, angetroffen. Er bat den Präsidenten der SNCF Pierre Fournier, erneut auf Langs Freilassung zu dringen. Auch Langs Frau Jacqueline und zahlreiche seiner Freunde forderten wiederholt seine Freilassung.
Mit dem ersten Zug, der 1112 französische Juden („jüdisch-bolschewikische Elemente“) nach Auschwitz transportierte, wurden auch Lang und sein Schwager Pierre Hirsch am 27. März 1942 gegen 18 Uhr auf den Weg in dieses Konzentrationslager gebracht. Bei der Abfahrt im Bahnhof Compiègne konnten Lang und Hirsch einen Zettel aus dem Zug werfen, den ein Eisenbahner auflas und Jaqueline Lang zukommen ließ. Darin forderten sie zum Durchhalten auf und erklärten, sie würden das selbst bis zum Ende tun.
Am 30. März gegen 5.30 Uhr kam der Zug in Auschwitz an, wo Lang die Häftlingsnummer 28105 zugeteilt wurde. Von den entkräfteten Männern dieses ersten Transports starben 525 im April (darunter Pierre Hirsch), 244 im Mai und 230 in den folgenden drei Monaten. Henri Lang starb am 21. Mai 1942, die genauen Todesumstände sind nicht bekannt.
Seine Frau Jacqueline und die beiden Töchter versuchten als Jüdinnen in Paris zu überleben. Das Benutzen von Telefonen war ihnen verboten, der Besitz von Fahrrädern und das Betreten der Parks untersagt. In der U-Bahn stand ihnen nur der letzte Wagen eines Zugs offen. Lebensmittel durften Juden nur zwischen 11 und 12 Uhr, Sonstiges zwischen 15 und 16 Uhr einkaufen. Um diese Zeiten waren die Geschäfte oft schon leergekauft. Mit Erlass vom 29. Mai 1942 wurden Juden über sechs Jahre ab dem 7. Juni zum Tragen des Judensterns verpflichtet.
Mère Francia, die Leiterin des Internats Notre-Dame-de-Sion, wo Catherine das schriftliche Abitur in Philosophie ablegte, besorgte jener gefälschte Papiere, mit denen sie nach Lyon in die „Freie Zone“ ausreisen konnte. Dorthin ließ ein Ingenieur der SNCF Catherine das Prüfungszeugnis und ihr Fahrrad nachschicken und versorgte sie mit einem monatlichen Geldbetrag. Erst nach der Befreiung von Paris kehrte sie im September 1944 dorthin zurück. Die jüngere Schwester Geneviève, 1942 zehn Jahre alt, wurde ab Juni jenes Jahres von Mère Francia im Internat versteckt. Mère Francia wurde später auf Genevièves Initiative hin als Gerechte unter den Völkern geehrt.
Jacqueline Lang verbrachte die letzten Jahre der deutschen Besetzung in einem Dachzimmer ohne Heizung und elektrischen Strom. Bis Juni 1945 hoffte sie, ihren Mann lebend wiederzusehen, und studierte mit ihren Töchtern vergebens die vor dem Hôtel Lutetia aushängenden Listen der Überlebenden der Konzentrationslager. Langs Eltern überlebten im Dorf Villeneuve-sur-Berg und kehrten nach dem Krieg nach Paris zurück.
Am 31. Mai 1943 erhielt Jacqueline Lang ein Schreiben, mit dem die Wiederaufnahme ihres Ehemanns in den Lehrkörper der École nationale des ponts et chaussées bescheinigt wurde. Die SNCF teilte ihr am 1. Juni 1945 mit, sein Status als Zweiter Direktor bei der Bahn sei wiederhergestellt. Am 6. Oktober jenes Jahres wurde Lang rückwirkend zum 1. Januar 1945 zum Direktor befördert. Im Mai 1946 wurde sein Tod mit dem Zusatz „Mort pour la France“ offiziell bestätigt, woraufhin er im März 1946 postum zum Ehrendirektor der SNCF ernannt wurde.
Von den 734 Juden der Verhaftungswelle des 12. Dezember 1941 kehrte niemand lebend aus den Konzentrationslagern nach Frankreich zurück.

## Ehrungen
- Im Zuge der Elektrifizierung der Bahnstrecke Paris–Lyon im Jahr 1952 erhielt das Centre régional des opérations (CRO) an der Pariser Rue Crétien-de-Troyes den Namen Centre Henri Lang
- Seit 1950 existiert in Chambéry eine Rue Henri Lang; auch in Straßburg, Bischheim und Miramas tragen Straßen seinen Namen

## Trivia
1936 besuchte Frédéric Surleau, seit 1935 Direktor der AL, mit einer Delegation – der Lang nicht angehörte – deutsche Eisenbahner in Köln. Beim Besuch einer Badeanstalt sah er ein Schild mit der Aufschrift „Für Juden verboten“, worauf er dem ihn begleitenden Bürgermeister erklärte, hätte ihn einer seiner jüdischen Mitarbeiter (gemeint war Henri Lang) begleitet, hätte er gemeinsam mit jenem das Bad nicht betreten. Der Bürgermeister behauptete daraufhin, sein Mitarbeiter wäre mit „größtmöglicher Zuvorkommenheit“ empfangen worden.